# Joseph Albert (Redakteur)
Joseph Albert (* 25. Mai 1890 in Bösperde; † 15. Oktober 1957 in Fröndenberg) war ein deutscher Redakteur.

## Leben
Joseph Albert stammte aus Westfalen, war der Sohn des Kettenschmieds Wilhelm Albert und dessen Frau Elisabeth geborene Wiemann und katholisch. Nach dem Besuch des Gymnasiums wollte er zunächst Missionar werden und besuchte ab 1909 die Missionsschule im niederländischen Steyl. Er änderte jedoch seinen Berufswunsch und studierte und promovierte zum Dr. phil. Im Anschluss war er als Redakteur zunächst in Rheine und danach in Münster tätig. Später wechselte er als Chefredakteur nach Dresden. Zuletzt ging er wieder nach Westfalen zurück.
Im Alter von 29 Jahren publizierte er sein erstes Gedicht An meine Mutter im Phaeton. Danach schrieb Albert neben Essays unzählige kulturelle, politische und kunstkritische Abhandlungen für Tageszeitungen und Zeitschriften. Sein Hauptwerk war der Roman Der Gottversucher, der im Jahre 1924 in der Verlagsbuchhandlung Herder & Co. GmbH erschien.